# RNA ribosomale 16S

Struttura molecolare della subunità 30S da Thermus thermophilus. Le proteine sono mostrate in blu e il singolo filamento di RNA in arancione.

L'RNA ribosomiale 16 S (o rRNA 16 S) è una componente della subunità 30S di un ribosoma procariotico che si lega alla sequenza di Shine-Dalgarno. I geni che lo codificano sono indicati come gene 16S rRNA e sono utilizzati nella ricostruzione delle filogenesi, a causa della dell'evoluzione lenta di questa regione del gene. Carl Woese e George E. Fox sono stati i due ricercatori che hanno aperto la strada all'uso dell'rRNA 16S per la ricerca filogenetica a partire dal 1977.

## Funzioni
- Come l'RNA ribosomiale (23S) grande, ha un ruolo strutturale, esso agisce come uno scaffold che definisce le posizioni delle proteine ribosomiali.
- L'estremità 3' contiene l'anti-sequenza Shine-Dalgarno, che si lega a monte AUG codone di inizio sul mRNA. L'estremità 3′ dell'RNA 16S si lega alle proteine S1 e S21 note per essere coinvolte nell'inizio della sintesi proteica[3]
- Interagisce con 23S, favorendo il legame delle due subunità ribosomiali (50S e 30S)
- Stabilizza il corretto accoppiamento codone-anticodone nel sito A, tramite una formazione di legami idrogeno tra l'atomo N1 dei residui di adenina 1492 e 1493 e il gruppo 2′OH della spina dorsale dell'mRNA

## Struttura

### Applicazioni PCR e NGS
Oltre ai siti di legame dei primer altamente conservati, le sequenze del gene rRNA 16S contengono regioni ipervariabili che possono fornire sequenze di firma specifiche per specie utili per l'identificazione dei batteri. Di conseguenza, il sequenziamento del gene 16S rRNA è diventato prevalente in microbiologia medica come alternativa rapida ed economica ai metodi fenotipici di identificazione batterica. Sebbene fosse originariamente utilizzato per identificare i batteri, il sequenziamento 16S è stato successivamente trovato in grado di riclassificare i batteri in specie completamente nuove, o anche di generi nuovi. È stato anche usato per descrivere nuove specie che non sono mai state coltivate con successo. Con il sequenziamento di terza generazione in arrivo in molti laboratori, l'identificazione simultanea di migliaia di sequenze di rRNA 16S è possibile in poche ore, consentendo studi metagenomici, ad esempio sulla flora intestinale. Un'utile applicazione a tal proposito sembra essere la ricerca nella ricerca Wastewater-Based Epidemiology.
Il gene 16S batterico contiene nove regioni ipervariabili (V1-V9), lunghe da circa 30 a 100 paia di basi, che sono coinvolte nella struttura secondaria della piccola subunità ribosomiale. Il grado di conservazione varia ampiamente tra le regioni ipervariabili, con regioni più conservate correlate a tassonomia di livello superiore e regioni meno conservate a livelli inferiori, come genere e specie. Sebbene l'intera sequenza 16S consenta il confronto di tutte le regioni ipervariabili, a una lunghezza di circa 1.500 coppie di basi può essere proibitivo per studi che cercano di identificare o caratterizzare diverse comunità batteriche.  Questi studi utilizzano comunemente la piattaforma Illumina, che produce letture a velocità 50 volte e 12.000 volte meno costose rispetto al pirosequenziamento 454 e al sequenziamento di Sanger, rispettivamente. Sebbene sia più economico e consentendo una copertura più approfondita della comunità, il sequenziamento Illumina produce letture lunghe solo 75-250 paia di basi (fino a 300 paia di basi con Illumina MiSeq) e non ha un protocollo stabilito per assemblare in modo affidabile il gene completo nei campioni della comunità. Tuttavia, le regioni ipervariabili complete possono essere assemblate da una singola corsa Illumina, rendendole obiettivi ideali per la piattaforma.